# Isiro
Isiro – miasto w Demokratycznej Republice Konga, stolica prowincji Górne Uele. Populacja miasta wynosi około 148 tys. mieszkańców. Miasto położone jest na terenach pomiędzy lasem równikowym a sawanną, na których uprawia się głównie kawę.

## Historia
Miasto w czasach, gdy znajdowało się w granicach Konga Belgijskiego, nazywało się Paulis (od nazwiska Albert Paulis). Isiro zaczęło się rozwijać w 1934 roku i swój szczyt osiągnęło w 1957.

## Transport
W mieście znajduje się lokalne lotnisko, z którego samoloty latają do stolicy kraju - Kinszasy. Funkcjonuje tu linia kolejowa do miasta Bumba.

## Uniwersytet
W Isiro znajduje się Uniwersytet Uele, który jest prowadzony przez zakon Dominikanów.